# 天野博江
天野 博江（あまの ひろえ、1943年11月 - ）は、岐阜県出身のバドミントン選手。

## 経歴
静岡県立掛川西高等学校時代にバドミントンを始め、全国高等学校選抜バドミントン大会で個人3位、団体2位に入る活躍を見せた。日本女子体育短期大学に進学し1964年卒業。
卒業後は、高木紀子とのペアで1964年から1967年まで全日本総合バドミントン選手権大会女子ダブルスで4連覇した。ユーバー杯の代表に選ばれており、1966年と1969年に優勝している。
引退後は 東海学院大学短期大学部の教授を務めており、現在は児童教育学科の教授を務めている。